# Kabatarina pattersoni
Kabatarina pattersoni is een eenoogkreeftjessoort uit de familie van de Dichelesthiidae. De wetenschappelijke naam van de soort is voor het eerst geldig gepubliceerd in 1989 door Cressey & Boxshall.